# Podochresimus
Podochresimus är ett släkte av mångfotingar. Podochresimus ingår i familjen orangeridubbelfotingar.
Kladogram enligt Catalogue of Life:
| Podochresimus | \| \| Podochresimus fruticinus \| \| \| \| \| \| Podochresimus pallidus \| \| \| \| |
|               | \| \| Podochresimus fruticinus \| \| \| \| \| \| Podochresimus pallidus \| \| \| \| |
|               | Podochresimus fruticinus                                                            |
|               |                                                                                     |
|               | Podochresimus pallidus                                                              |
|               |                                                                                     |